# Almir Aganspahić
Almir Aganspahić (Sarajevo, 12. rujna 1996.) je bosanskohercegovački nogometaš. Nakon što je još prošle godine napustio FK Sarajevo i potpisao za NK Osijek, a potom iz hrvatskog kluba otišao u prosincu prošle godine, karijeru će nastaviti u Portugalu kao napadač.
Ovaj talentirani napadač kojem su mnogi predviđali blistavu karijeru dok je još bio član Akademije FK Sarajevo, potpisao je ugovor na 2,5 godine s portugalskim Portimonenseom koji se bori za ulazak u Prvu portugalsku ligu.
- Nakon raskida ugovora s Osijekom dobio sam priliku da dođem u Portugal, tačnije u Portimonense koji ima priliku ući u Prvu ligu. Prihvatio sam šansu i mogu reći da sam sretan i ovo je odlična prilika za mene – kaže Aganspahić.
On je dodao da imaju sjajne uvjete i da je i klima pogodna, te da je u Portugalu trenutno 20 stupnjeva Celzija.
- Jako sam zadovoljan i iskoristit ću ovu priliku da pokažem šta mogu. Već smo imali i utakmice i zadovoljan sam urađenim poslom – dodao je Aganspahić.
Aganspahić je i bio član kadetske reprezentacije Bosne i Hercegovine, a svojim igrama nastojat će se nametnuti selektorima selekcija BiH kako bi i dalje dobivao pozive i igrao za reprezentaciju BiH.